# Gabriela Gunčíková
Gabriela Gunčíková ( født 1993) er en tjekkisk sangerinde. Hun repræsenterede Tjekkiet ved Eurovision Song Contest 2016.